# كريستين جونز
كريستين جونز (بالإنجليزية: Christine Jones)‏ هي سيدة أعمال أمريكية، ولدت في 1968 في فرجينيا بيتش في الولايات المتحدة.

## وصلات خارجية
- الموقع الرسمي